# Journal of Pharmacological Sciences
Das Journal of Pharmacological Sciences, abgekürzt J. Pharmacol. Sci., ist eine wissenschaftliche Fachzeitschrift, die von der Japanischen Pharmakologischen Gesellschaft veröffentlicht wird. Die Zeitschrift wurde im Jahr 1951 unter dem Namen Japanese Journal of Pharmacology gegründet. Im Jahr 2003 wurde der Name in Journal of Pharmacological Sciences geändert. Die Zeitschrift erscheint derzeit mit zwölf Ausgaben im Jahr. Es werden Arbeiten veröffentlicht, die sich mit pharmakologischen Fragestellungen beschäftigen.
Der Impact Factor lag im Jahr 2014 bei 2,36. Nach der Statistik des ISI Web of Knowledge wird das Journal mit diesem Impact Factor in der Kategorie Pharmakologie und Pharmazie an 129. Stelle von 254 Zeitschriften geführt.